# Chiếc ghế tử thần của Busby

Chiếc ghế tử thần hiện được treo lên cao tại bảo tàng Thirsk.

Ghế bành của Busby hay Ghế tử thần là một chiếc ghế gỗ sồi được cho là bị ma ám bởi một sát nhân tên Thomas Busby. Ông đã nguyền rủa chiếc ghế này trước khi bản thân bị hành quyết bằng cách treo cổ vào năm 1702 ở Bắc Yorkshire, Vương quốc Anh. Do có nhiều người chết sau khi ngồi lên nên một chủ sở hữu về sau đã tặng chiếc ghế cho Bảo tàng Thirsk.

## Chủ sở hữu

### Thông tin
Có truyền thuyết kể rằng chủ nhân đầu tiên của chiếc ghế là Thomas Busby, một tên côn đồ, trộm cắp và nghiện rượu sống tại Bắc Yorkshire những năm sau 1700. Thomas đã kết hôn với Elizabeth, con gái của người đúc gốm sứ Daniel Awety. Tuy nhiên, cuộc hôn nhân này không nhận được sự ủng hộ của ông Daniel bởi ông cho rằng Thomas là kẻ tồi tệ, không xứng với con gái mình. Một ngày, Thomas về nhà trong tình trạng say xỉn. Daniel Auwety tức giận liền đe dọa sẽ đưa con gái về nhà. Thấy ông Daniel đang ngồi trên chiếc ghế gỗ sồi yêu thích của mình, Thomas tức giận, liền đi lấy một chiếc búa rồi đánh bố vợ đến chết, sau đó giấu xác ông trong rừng.

### Xét xử
Thomas Busby bị bắt, xét xử và bị kết án tử hình sau khi sát hại bố vợ mình vào năm 1702. Khi đó, Auwety và Busby đang điều hành một doanh nghiệp làm tiền giả (cũng như các tổ chức tội phạm khác). Một biến thể khác của giai thoại này kể rằng Busby đã nguyền rủa chiếc ghế khi đang trên đường đến nơi hành quyết, những cũng có người nói rằng ông đã say khướt trên chiếc ghế khi bị bắt và nguyền rủa chiếc ghế sau đó. Thomas đã nguyền rủa rằng bất cứ ai ngồi trên chiếc ghế đều sẽ phải chết.
Busby bị đưa tới giá treo cổ tại ngã tư Sandhutton, có vị trí bên cạnh một quán trọ, sau này đổi tên thành Busby Stoop Inn. Nơi xảy ra vụ hành quyết đối diện quán rượu trên ngã tư A61 và A167 (nay là vòng xuyến), được cho là bị hồn của Busby ám.

## Những cái chết
Cái chết đầu tiên liên quan đến chiếc ghế được báo cáo là vào năm 1894, khi một công nhân quét ống khói cùng người bạn của mình đã ngồi lên chiếc ghế này khi uống rượu. Tối hôm đó khi về nhà, ông quá say tới mức ngủ ngay mà không biết gì. Sáng hôm sau, người ta tìm thấy ông đã treo cổ. Ban đầu, cảnh sát cho rằng đây là một vụ tự tử nhưng đến tận năm 1914, một người bạn mới thừa nhận đã cướp đồ và giết ông.

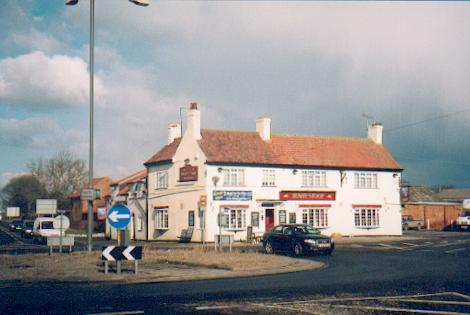
Quán trọ Busby Stoop Inn.

Người dân địa phương cho rằng trong Chiến tranh thế giới thứ hai, các phi công người Canada từ căn cứ gần đó ở Skipton-on-Swale đã đến quán rượu và những người ngồi trên ghế không bao giờ trở về sau các phi vụ ném bom trên lục địa Châu Âu.
Những năm 1970 đã xảy ra một số tai nạn chết người có liên quan khi tất cả đều từng ngồi lên chiếc ghế: một người phụ nữ được chẩn đoán u não, một người đàn ông chết vì đau tim, một người bị tai nạn giao thông nghiêm trọng. Một nhóm công nhân xây dựng đã tới quán rượu và người trẻ nhất trong số họ đã ngồi lên chiếc ghế. Ngày hôm sau khi tới công trường, người này đã ngã từ mái nhà xuống nền bê tông phía dưới và tử vong. Tony Earnshaw, người tiếp quản quán rượu Busby Stoop Inn đã quyết định cất kỹ chiếc ghế xuống hầm để không ai ngồi lên ghế nữa. Tuy nhiên sau đó, một người giao bia đã đi vào tầng hầm và chẳng may ngã lên chiếc ghế. Chỉ một lúc sau, người này bị chiếc xe tải cán qua người.
Cuối cùng, vào năm 1978, chiếc ghế đã được treo lên cao trong Bảo tàng Thirsk để ngăn không cho người ngồi vào, ngay cả khi bảo dưỡng. Một nhà sử học về đồ nội thất đã kiểm tra và nhận thấy thanh chống của chiếc ghế đã được tiện bằng máy tiện tự quay, trong khi những chiếc ghế từ thế kỷ 18 được làm bằng máy tiện cổ. Ông xác định niên đại của chiếc ghế là năm 1840, 138 năm sau khi Busby bị hành quyết.